# Ткаченко Володимир Васильович
Ткаченко Володимир Васильович — державний службовець, заслужений машинобудівник України (Указ Президента України)(2002).
Народився 6 лютого 1946 (м.Нікополь, Дніпропетровської обл.); українець; батько Василь Тимофійович (1922–2000); мати Віра Тимофіївна (1922); дружина Раїса Іванівна; дочка Тетяна; син Юрій.
Освіта: Нікопольський технікум Національної металургійної академії України (1965); Київський Політехнічний Інститут (1968–1974)

## Біографія
1965–1966 — формувальник 1-го розряду, Дніпропетровський завод металургійного устаткування;
1966–1968 — служба в лавах Радянської Армії;
1968–1974 — студент, Київський Політехнічний Інститут;
1974–1992 — інженер, керівник групи, головний спеціаліст технічного відділу ливарного виробництва інституту ДІПРОХіммаш (Київ);
1992–2006 — заступник начальника відділу, начальник відділу, заступник начальника управління, директор департаменту Міністерства машинобудівної промисловості (промислової політики);
2006–2008 — головний інженер проектів ДІПРОцивільпромбуд;
з 2009 — на пенсії;
Нагороджений радянською медаллю «За трудову доблесть» (1982).